# Hermann Kinder
Hermann Kinder (Pseudonyme: Grethi T. Tunnwig, Armand Dessin, * 18. Mai oder 18. Juni 1944 in Thorn, Regierungsbezirk Bromberg, Reichsgau Danzig-Westpreußen, Deutsches Reich; † 27. August 2021 in Konstanz) war ein deutscher Schriftsteller und Literaturwissenschaftler.

## Leben
Hermann Kinder war der Sohn des Theologieprofessors Ernst Kinder und Neffe von Hermann Kinder, einem Mitherausgeber des dtv-Atlas Weltgeschichte. Er wuchs in Heilsbronn, Neuendettelsau in Franken und in Münster (Westfalen) auf. Er besuchte den humanistischen Zweig des Schillergymnasiums Münster und der Melanchthon-Schule Steinatal in der Schwalm, an dem er 1964 sein Abitur ablegte. Anschließend studierte er Kunstgeschichte und Deutsche und Niederländische Philologie in Münster, Amsterdam und Konstanz, gefördert durch die Friedrich-Ebert-Stiftung und durch die Studienstiftung des Deutschen Volkes. 1968 erhielt er den Grad eines Magisters; 1972 promovierte mit einer Dissertation zur Literatur des 19. Jahrhunderts.
Von 1972 bis 1974 war er als wissenschaftlicher Assistent im Fachbereich Literaturwissenschaft der Universität Konstanz tätig. Von 1974 bis zum Ende des Sommersemesters 2008 war er Akademischer Rat für Germanistik und Literatursoziologie an derselben Universität. Zwischenzeitlich war er wiederholt von diesem Posten beurlaubt, um seiner Tätigkeit als freier Schriftsteller nachgehen zu können. Im Jahre 1986 nahm er Lehraufträge in Klagenfurt und Shanghai wahr.
Kinder war ab 1978 Mitglied des Verbandes Deutscher Schriftsteller und ab 1987 Mitglied des PEN-Zentrums Deutschland.

## Ehrungen und Auszeichnungen
- 1977: Hungertuch-Preis
- 1981: Bodensee-Literaturpreis der Stadt Überlingen
- 1982: Jahresstipendium des Deutschen Literaturfonds
- 1991: Jahresstipendium der Kulturstiftung Baden-Württemberg
- 1996: Alemannischer Literaturpreis[4]
- 1998: Literaturpreis der Stadt Stuttgart
- 2014: Maria-Ensle-Preis der Kunststiftung Baden-Württemberg
- 2017: Berthold-Auerbach-Literaturpreis für den Roman Porträt eines jungen Mannes aus alter Zeit
- 2020 Literaturpreis der Landeshauptstadt Stuttgart

## Werke
- Das Verhältnis von Dichtung und Geschichte in Wilhelm Raabes „Odfeld“ und „Hastenbeck“. Konstanz 1968.
- Poesie als Synthese. Ausbreitung eines deutschen Realismus-Verständnisses in der Mitte des 19. Jahrhunderts. Athenäum, Frankfurt am Main 1973.
- Der Schleiftrog. Haffmans, Zürich 1977; Oktober, Münster 2007 (Neuauflage mit einem aktuellen Nachwort des Autors).
- Du mußt nur die Laufrichtung ändern. Haffmans, Zürich 1978.
- Lauter lieben: Nach Mitternacht. Fritz Möser, Memmingen 1980.
- Vom Schweinemut der Zeit. Haffmans, Zürich 1980.
- Der helle Wahn. Haffmans, Zürich 1981.
- Liebe und Tod. Haffmans, Zürich 1983.
- Der Mensch, ich Arsch. Haffmans, Zürich 1983.
- Ins Auge. Haffmans, Zürich 1987.
- Winter am Meer. Van der Wal, Bergen 1987 (zusammen mit Eric van der Wal).
- Fremd – daheim. Edition Isele, Eggingen 1988.
- Kina, Kina. Haffmans, Zürich 1988.
- Die böhmischen Schwestern. Haffmans, Zürich 1990.
- Der Mythos von der Gruppe 47. Edition Isele, Eggingen 1991.
- Alma. Haffmans, Zürich 1994.
- Von gleicher Hand. Edition Isele, Eggingen 1995.
- Um Leben und Tod. Rotbuch, Hamburg 1997.
- Nachts mit Filzstift und Tinte. Edition Isele, Eggingen 1998.
- Himmelhohes Krähengeschrei. Libelle, Lengwil 2000.
- Die Forellsche Erkrankung. San Marco Handpresse, Bordenau [u. a.] 2002 (zusammen mit Peter Marggraf, Nicole Nelles und Jennifer Hagen).
- Mein Melaten. Der Methusalem-Roman. Haffmans bei Zweitausendeins, Frankfurt am Main 2006.
- Der Weg allen Fleisches. Weissbooks, Frankfurt am Main 2014.
- Porträt eines jungen Mannes aus alter Zeit. Weissbooks, Frankfurt am Main 2016.
- Harms Selfies. Bilder aus den Tagebüchern. Imago Mondial, Eggingen 2019.
- Bildersturm. Poetik der Zweiten Moderne. Aus dem Nachlass herausgegeben von Eckhard Lobsien. Königshausen & Neumann, Würzburg 2023, ISBN 978-3-8260-8340-2.

### Herausgeberschaft
- Bürgers Liebe. Dokumente zu Elise Hahns und G. A. Bürgers unglücklichem Versuch, eine Ehe zu führen. Insel, Frankfurt am Main 1981.
- Die klassische Sau. Handbuch der literarischen Hocherotik. Haffmans, Zürich 1986.
- Form und Geschichte. Festschrift für Wolfgang Preisendanz. Zusammen mit Anselm Haverkamp (= Deutsche Vierteljahrsschrift für Literaturwissenschaft und Geistesgeschichte. 76.2 (2002))
- Bodenseegeschichten. Zusammen mit Jochen Kelter. Klöpfer & Meyer, Tübingen 2009.
- Berthold Auerbach – „Einst fast eine Weltberühmtheit“. Eine Collage. Klöpfer & Meyer, Tübingen 2011.
- Berthold Auerbach: Tausend Gedanken. Aphorismen. Edition Alea, Badenweiler 2014.
- „Die Herzen hoch und hoch den Mut“. Das Familienalbum meines lutherischen Vaters 1942–1949. Klöpfer & Meyer, Tübingen 2018.